# Tân Mai, Biên Hòa
Tân Mai là một phường thuộc thành phố Biên Hòa, tỉnh Đồng Nai, Việt Nam.

## Địa lý
Phường Tân Mai cách trung tâm thành phố Biên Hòa khoảng 3 km theo tuyến đường Phạm Văn Thuận, có vị trí địa lý:
- Phía đông giáp phường Tam Hiệp và phường Tân Hiệp
- Phía tây giáp phường Thống Nhất và phường Trung Dũng
- Phía nam giáp phường Hiệp Hòa qua sông Cái
- Phía bắc giáp phường Tân Phong và phường Trảng Dài.

Phường Tân Mai có diện tích 2,67 km², dân số năm 2022 là 40.093 người, mật độ dân số đạt 15.016 người/km².

## Hành chính
Phường Tân Mai được chia thành 13 khu phố: 1, 2, 3, 4, 5, 6, 7, 8, 9, 10, 11, 12, 12A.

## Lịch sử
Tính đến ngày 31 tháng 12 năm 2022, phường Tân Mai có 1,36 km² diện tích tự nhiên, quy mô dân số là 23.857 người và 6 khu phố: 1, 2, 3, 4, 5, 6. Phường Tân Tiến có 1,31 km² diện tích tự nhiên, quy mô dân số là 16.236 người và 7 khu phố: 1, 2, 3, 4, 5, 6, 7.
Ngày 28 tháng 9 năm 2024, Ủy ban Thường vụ Quốc hội ban hành Nghị quyết số 1194/NQ-UBTVQH15 về việc sắp xếp đơn vị hành chính cấp xã của tỉnh Đồng Nai giai đoạn 2023 – 2025 (nghị quyết có hiệu lực từ ngày 1 tháng 11 năm 2024). Theo đó, sáp nhập toàn bộ 1,31 km² diện tích tự nhiên và quy mô dân số là 16.236 người của phường Tân Tiến vào phường Tân Mai.
Phường Tân Mai có 2,67 km² diện tích tự nhiên và quy mô dân số là 40.093 người.
Ngày 20 tháng 12 năm 2024, HĐND tỉnh Đồng Nai ban hành Nghị quyết số 75/NQ-HĐND về việc:
- Đổi tên khu phố 1 của phường Tân Tiến cũ thành khu phố 7 thuộc phường Tân Mai.
- Đổi tên khu phố 2 của phường Tân Tiến cũ thành khu phố 8 thuộc phường Tân Mai.
- Đổi tên khu phố 3 của phường Tân Tiến cũ thành khu phố 9 thuộc phường Tân Mai.
- Đổi tên khu phố 4 của phường Tân Tiến cũ thành khu phố 10 thuộc phường Tân Mai.
- Đổi tên khu phố 5 của phường Tân Tiến cũ thành khu phố 11 thuộc phường Tân Mai.
- Đổi tên khu phố 6 của phường Tân Tiến cũ thành khu phố 12 thuộc phường Tân Mai.
- Đổi tên khu phố 7 của phường Tân Tiến cũ thành khu phố 12A thuộc phường Tân Mai.